# Тепличка (притока Лозової)
Тепличка — річка в Україні, у Шаргородському районі Вінницької області. Ліва притока Лозової (басейн Дністра).

## Опис
Довжина річки приблизно 3 км.

## Розташування
Бере початок на північному заході від Шаргорода. Тече переважно на південний захід через Калинівку і на сході від Івашківців впадає у Лозову, праву притоку Мурафи. 
Річку перетинає автомобільна дорога Т 0229.